# MACA - Mantova Collezioni Antiche

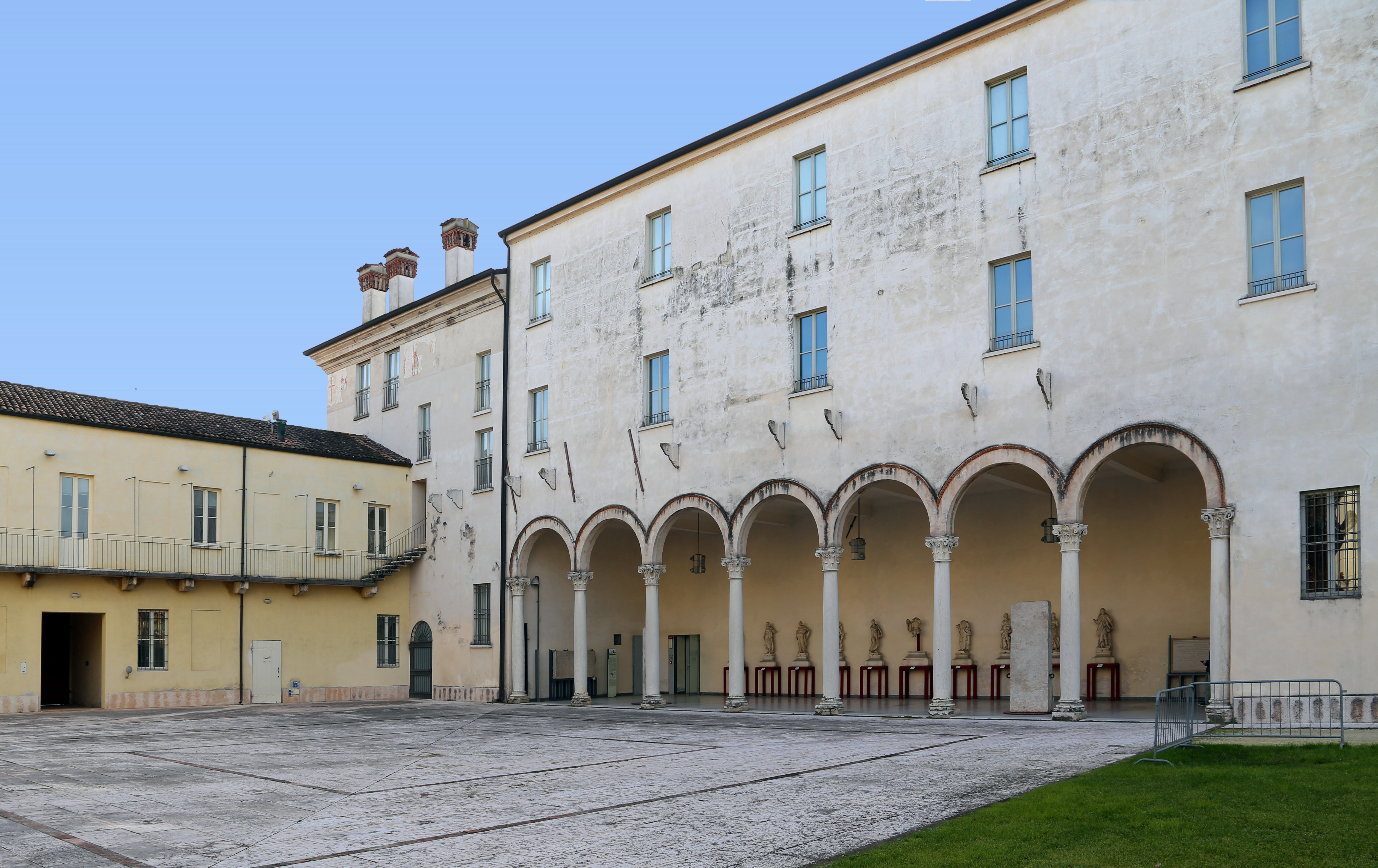
Loggia dei marmi

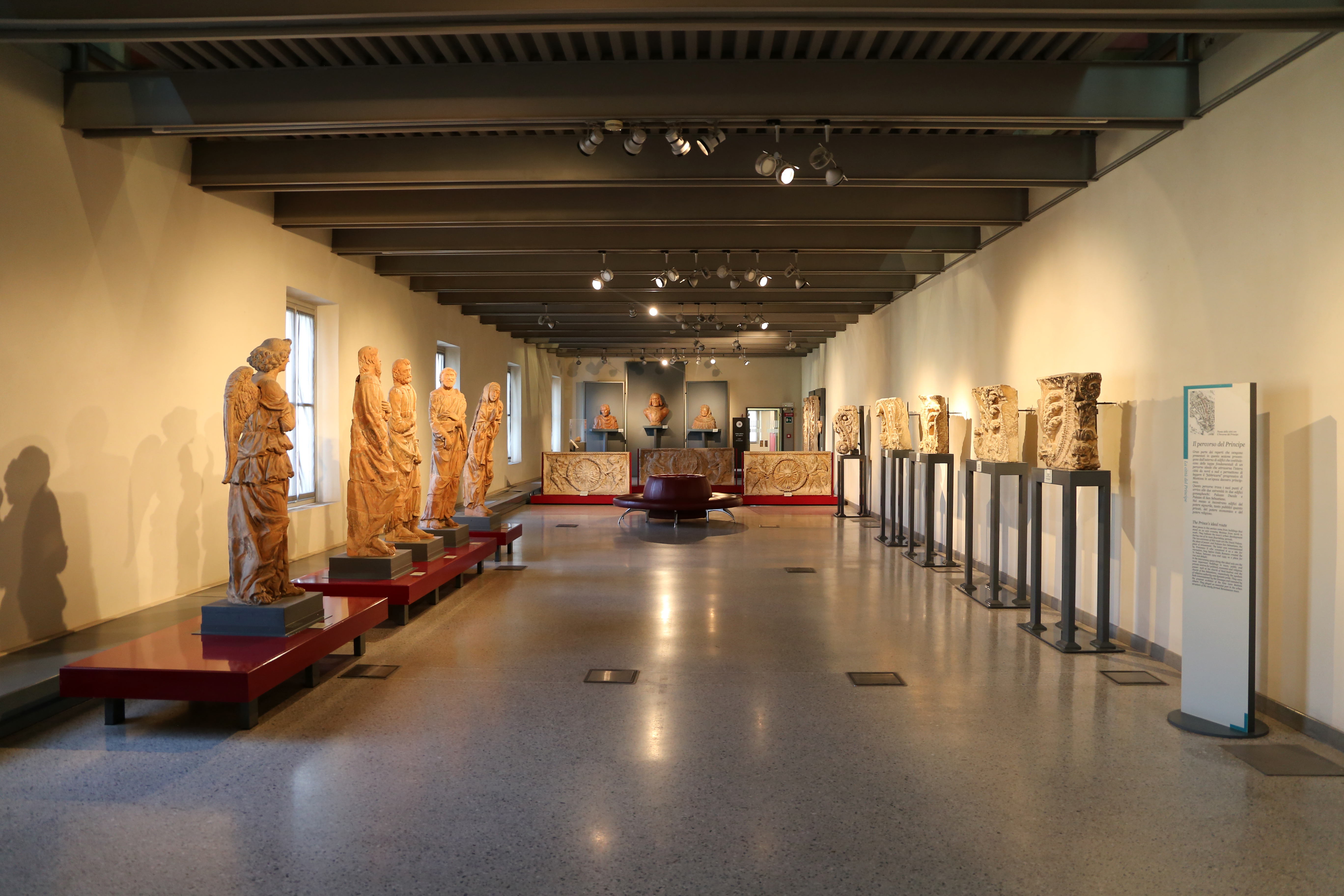
Interno

Il MACA - Mantova Collezioni Antiche (ex Museo della Città di Palazzo San Sebastiano) è un museo di Mantova con sede nel cinquecentesco Palazzo San Sebastiano di proprietà comunale. Il museo fu inaugurato il 19 marzo 2005 e dal 17 febbraio 2023 ha assunto l'attuale denominazione.

## Palazzo San Sebastiano
Il palazzo fu edificato tra il 1506 e il 1512 per essere la dimora preferita del marchese Francesco II Gonzaga, nel quale vi morì nel 1519. Gerolamo Arcari e Bernardino Ghisolfo ne diressero i lavori e incaricati delle decorazioni degli ambienti interni furono pittori come Lorenzo Leonbruno, Matteo, Lorenzo Costa il Vecchio e Carlo del Mantegna. Nel salone superiore vi erano le nove tele del Mantegna raffiguranti i Trionfi di Cesare, oggi conservate a Hampton Court presso Londra.
Già dopo la morte del committente, pur rimanendo residenza signorile il palazzo non ebbe più il ruolo privilegiato riconosciutogli da Francesco II: gli arredi e i quadri più preziosi vennero trasferiti in altra sede, e la residenza fu data in uso ai rami laterali della famiglia quali i Gonzaga di Novellara, di Gazzuolo e di Castiglione delle Stiviere. In questo palazzo il futuro S. Luigi Gonzaga cedette la primogenitura al fratello Rodolfo. Il palazzo viene dimenticato ritornando d'interesse pubblico a partire dalla metà del Settecento, quando il governo austriaco lo adibì a deposito e a caserma. Tale utilizzo ne accelerò il degrado con la pressoché totale sparizione delle decorazioni murarie. Anche la struttura originaria venne pesantemente manomessa, in particolare quando nel 1883 il Palazzo venne utilizzato come lazzaretto. Altre ristrutturazioni ci furono nel XX secolo, divenendo l'edificio sede di bagni pubblici, di una colonia elioterapica, di scuole, di depositi e di circoli ricreativi.
Il recupero iniziò nel 1999 con l'obiettivo di ripristinare per quanto possibile il progetto originale e recuperare almeno in parte le decorazioni murarie interne ed esterne. Il restauro ha permesso di recuperare preziosi frammenti degli affreschi che decoravano esternamente il Palazzo, seguendo il gusto tipico degli edifici mantovani della seconda metà del quattrocento. I restauri si sono conclusi nel 2003 riproponendo al pubblico la Loggia dei marmi e cicli di affreschi nella  Camera del Crogiuolo, nella Camera delle Frecce e nella Camera del Sole.
I terremoti dell'Emilia del 2012 hanno provocato danni ad alcune sale del palazzo gonzaghesco.

## Il Museo
Nel museo sono esposte una parte delle opere appartenenti alle Collezioni Civiche che già nell'Ottocento costituivano il Museo Patrio. Quanto proposto ha l'ambizione di raccontare i momenti più emblematici della storia di Mantova e rappresentarne la sua grande civiltà artistica. Il museo è caratterizzato da quattro percorsi espositivi:
- Il primo percorso al piano terra nella Loggia dei marmi e nelle sale del porcospino e del crogiolo, è dedicato a Francesco II Gonzaga e al palazzo.
- Collezione Vespasiano Gonzaga
- Collezione mesopotamica Ugo Sissa
- Collezione egizia Giuseppe Acerbi, trasferita qui da Palazzo Te.[5]

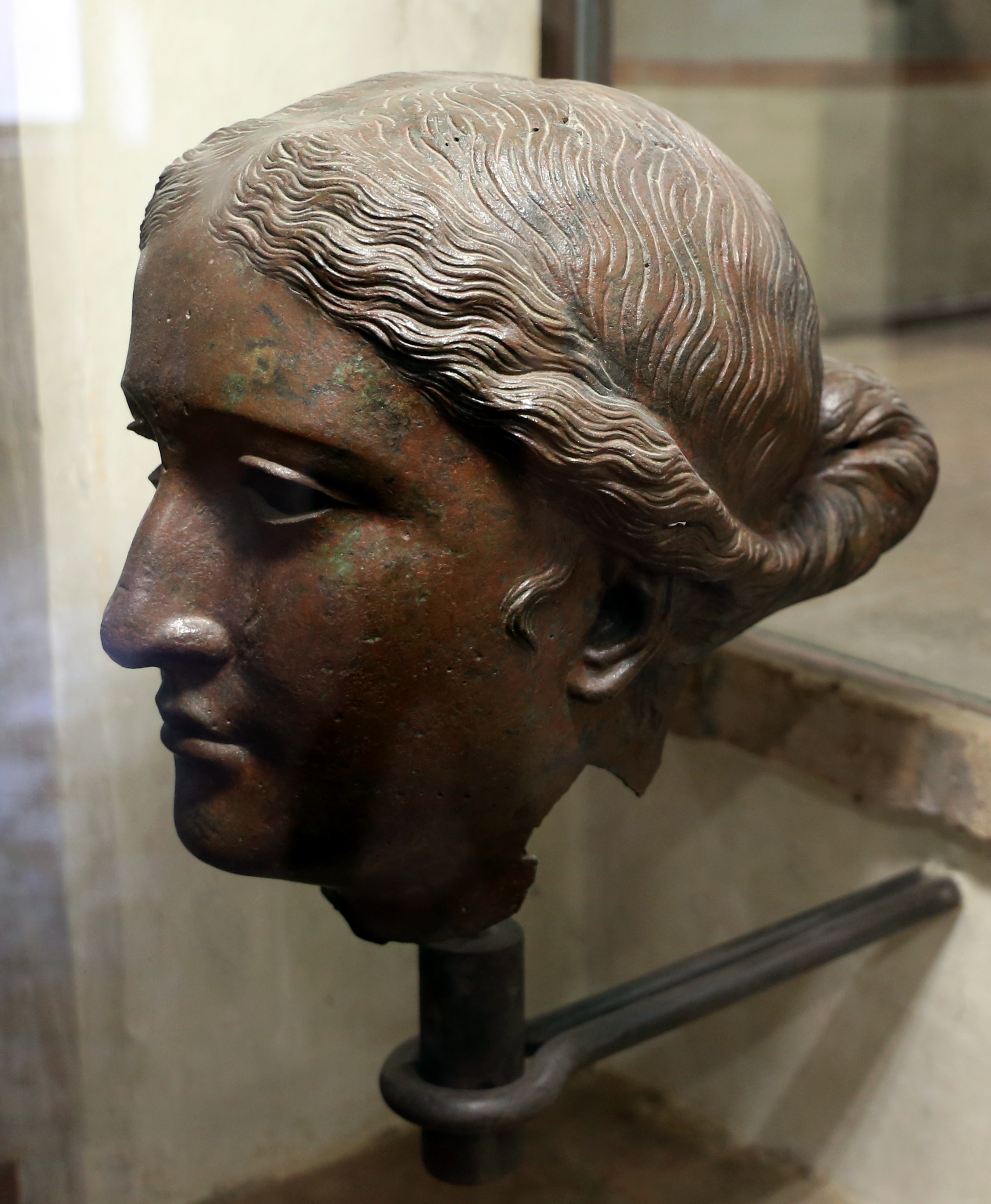
Epoca tolemaica o romana, testa femminile

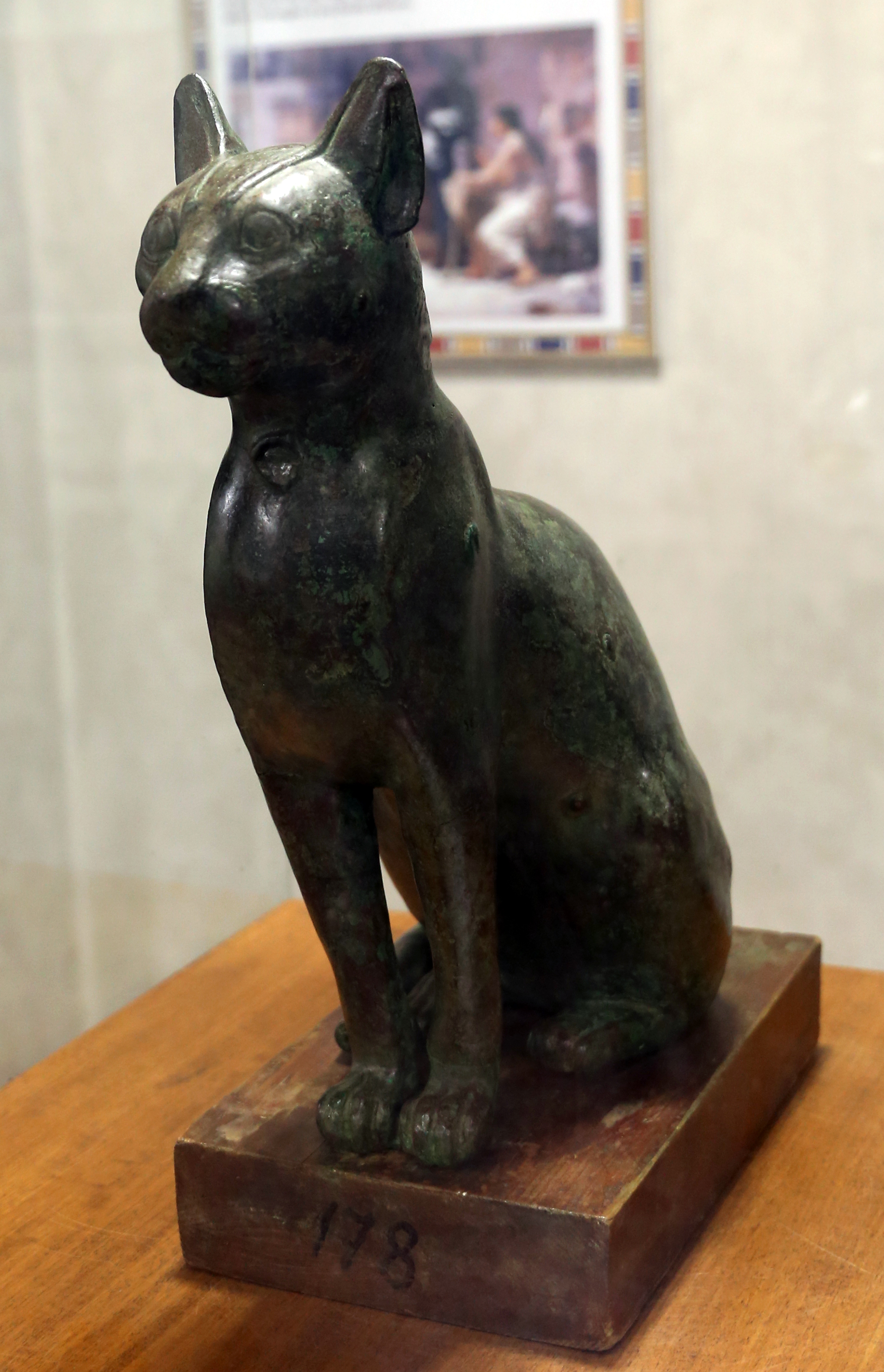
Statua in bronzo della dea Bastet

### Sezione Risorgimentale
Il Museo del Risorgimento di Mantova fu inaugurato il 3 marzo del 1903 nel 50º anniversario del martirio di Belfiore. Dopo diverse sedi e vicissitudini, nel 2005 le raccolte del Museo del Risorgimento, privo di sede, sono state formalmente accorpate al nuovo Museo della Città di Palazzo San Sebastiano.
La datazione dei reperti è ascrivibile ad un periodo compreso tra l'epoca napoleonica e la terza guerra d'indipendenza, dopo la quale Mantova entrò nel Regno d'Italia. Particolare attenzione è prestata ai cimeli e agli avvenimenti del territorio. 

Il museo è formato da cinque sezioni: l'età napoleonica, la Restaurazione e i moti del 1848, la congiura di Belfiore e infine gli anni che vanno dalla seconda alla terza guerra d'indipendenza. Le collezioni sono formate da uniformi militari, armi, giornali, manifesti, dipinti e stampe.

## Opere
- Scuola di Andrea Mantegna, Occasio e Poenitentia (1500 circa)
- Antonio da Pavia, Madonna con Bambino e i santi Girolamo, Alberto, Angelo e Pietro, (olio su tela, 1500)
- Giovanni Cristoforo Romano, Busto di Francesco II Gonzaga, (terracotta, 1498-1500 circa, attribuito[7])